# Sacramento Monarchs 2001
La stagione 2001 delle Sacramento Monarchs fu la 5ª nella WNBA per la franchigia.
Le Sacramento Monarchs arrivarono seconde nella Western Conference con un record di 20-12. Nei play-off vinsero la semifinale di conference con le Utah Starzz (2-0), perdendo poi la finale di conference con le Los Angeles Sparks (2-1).

## Roster
| N° | Naz.                   | Ruolo | Sportivo         | Anno | Alt. | Peso |
| -- | ---------------------- | ----- | ---------------- | ---- | ---- | ---- |
| 00 | Stati Uniti (bandiera) | A     | La'Keshia Frett  | 1975 | 191  | 77   |
| 5  | Stati Uniti (bandiera) | G     | Cindy Blodgett   | 1975 | 175  | 59   |
| 6  | Stati Uniti (bandiera) | G     | Ruthie Bolton    | 1967 | 175  | 68   |
| 10 | Stati Uniti (bandiera) | A     | Dana Wynne       | 1975 | 188  | 79   |
| 12 | Stati Uniti (bandiera) | G     | Edna Campbell    | 1968 | 173  | 69   |
| 21 | Portogallo (bandiera)  | G     | Ticha Penicheiro | 1974 | 180  | 72   |
| 24 | Stati Uniti (bandiera) | G     | Stacy Clinesmith | 1978 | 165  | 57   |
| 25 | Stati Uniti (bandiera) | G     | Kedra Holland    | 1974 | 173  | 60   |
| 27 | Stati Uniti (bandiera) | G     | Lady Hardmon     | 1970 | 178  | 79   |
| 33 | Stati Uniti (bandiera) | C     | Yolanda Griffith | 1970 | 193  | 79   |
| 50 | Stati Uniti (bandiera) | A     | Tangela Smith    | 1977 | 193  | 73   |
| 52 | Stati Uniti (bandiera) | C     | Kara Wolters     | 1975 | 201  | 102  |
| 54 | Stati Uniti (bandiera) | A     | Maren Walseth    | 1978 | 188  | 83   |

## Staff tecnico
- Allenatori: Sonny Allen (6-6), Maura McHugh (14-6)
- Vice-allenatori: Maura McHugh (fino al 26 giugno), Michele Cherry, Steve Shuman
- Preparatore atletico: Jill Jackson
- Preparatore fisico: Al Biancani